# Alexandra Kala
Alexandra Kala (* 20. března 1975 České Budějovice) je česká podnikatelka a zakladatelka společnosti Profimed.

## Podnikatelská kariéra
Pochází z Českých Budějovic, kde v roce 1997 založila firmu Profimed. Následujícího roku přesunula sídlo společnosti do Prahy. Společnost začínala s prodejem produktů na odborných zubařských kongresech. V počátcích dovážela produkty pro dentální hygienu západoevropských firem, např. Tepe, Curaprox nebo Sonicare. 
Společnost má síť prodejen v Česku, na Slovensku, v Maďarsku a Polsku, je velkoobchodním distributorem. Dnes se zaměřuje také na poporodní péči pro děti a matky a nabízí doplňky stravy.

## Osobní život
Alexandra Kala bydlí v Praze, je vdaná za zubaře MUDr. Václava Velkoborského a spolu mají syna Maxmiliána. Alexandra má také jednoho sourozence. Má ráda zvířata, především psy a kočky. 

## Veřejná činnost
Působí jako ambasadorka iniciativy 2. Ekonomická transformace, jejímž cílem je rozvoj české ekonomiky. V rámci jejich aktivit vede pracovní skupinu „Věda a výzkum“, která prosazuje zavedení tzv. vědeckých „Chairs“ na českých univerzitách a vědeckých pracovištích. Cílem iniciativy je přilákat zahraniční vědce a pomoci vytvořit ekosystém propojující vědu a byznys. 
Společně s dalšími podnikateli se podílí na přípravě technologického inkubátoru zaměřeného na technologie s potenciálem pro komercializaci. 
Je spoluzakladatelkou Nadačního fondu Žárovky, který se zaměřuje na zapojení mladých profesionálů do veřejného dění. 
Je také ambasadorkou projektu Národního divadla CHAIRity. Prostřednictvím firmy Profimed se věnuje podpoře různých projektů, např. KVIFF, Ministr zdraví, Colours of Ostrava, Pražské komorní filharmonie, Nadačního fondu nezávislé žurnalistiky a další.
Účastní se také projektů s cílem podpořit ženy v plnění kariérních cílů.

## Ocenění
Kala získala několik ocenění, například titul EY Podnikatel roku 2017 pro Středočeský kraj a 2. místo v podnikatelské kategorii TOP Ženy Česka Hospodářských novin za rok 2022.
Pravidelně se také umisťuje v žebříčku Forbes Nejvlivnější ženy Česka.